# Friedrich Paul David Bürkli

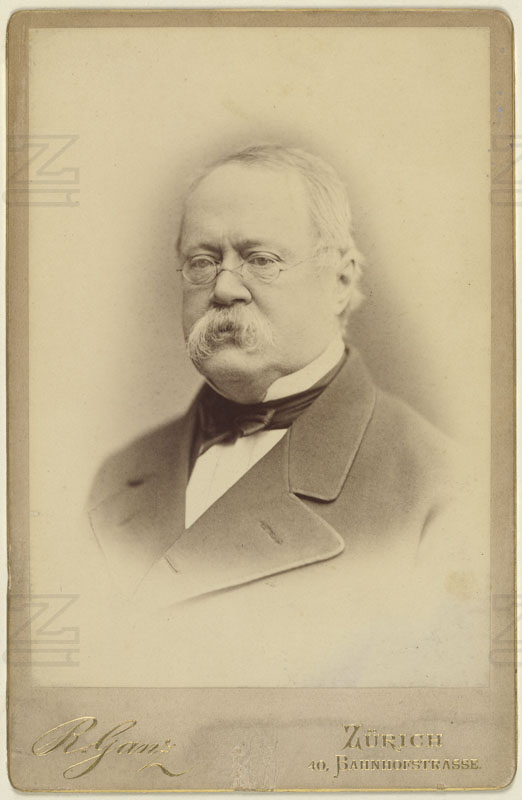
Friedrich Paul David Bürkli, ca. 1880

 Friedrich Paul David Bürkli  (* 4. Juli 1818; † 20. Oktober 1896) war ein Schweizer Buchdrucker und Zeitungsverleger.

## Leben
Friedrich Paul David Bürkli arbeitete von 1837 an in der Redaktion des Wochenblattes Züricher Freitags-Zeitung, die bereits seit 1674 über mehrere Generationen im Besitz der Familie Bürkli war. Von 1852 bis 1877 war er selbständiger Redaktor dieser Zeitung. Ab den 1830er Jahren bis zu seinem Tod 1896 gab er den seit 1781 jährlich erscheinenden Züricher Kalender heraus. Ein weiterer Titel aus seinem Haus waren die Reisebegleiter für die Schweiz, die unter anderem Bahn- und Schiffsfahrpläne enthielten.
Friedrich Bürkli war politisch sehr engagiert und beteiligte sich als Verleger und Redaktor auf konservativer Seite an den politischen Diskussionen in Stadt und Kanton Zürich. Er war seit seiner Studienzeit Mitglied im Schweizerischen Zofingerverein. Zudem war er historisch interessiert und von 1851 an Mitglied der Antiquarischen Gesellschaft Zürich, deren Aktuar er von 1856 bis 1866 war. Später trat er der Museumsgesellschaft Zürich bei, für die er von 1880 bis 1893 die Gesellschaftsbibliothek verwaltete. Er bekundete grosses Interesse für die Geschichte und Kultur des Orients, das in eine rege Sammeltätigkeit von orientalischen Büchern und Broschüren mündete und eine umfassende Sammlung ergab. Luise Amberger-Schinz, Nichte und Erbin Friedrich Bürklis, schenkte die besagte orientalische Bibliothek 1897 der Stadtbibliothek Zürich. Sie ist heute Teil der Bestände der Zentralbibliothek Zürich, vereinigt unter der Signatur ZR.
Friedrich Bürklis Sammlung umfasst um die 1500 Titel. Bei etwa der Hälfte davon handelt es sich um orientalistische Fachliteratur des 19. Jahrhunderts, bei der anderen Hälfte um Drucke aus Europa, Ägypten und Indien in grösstenteils arabischer Sprache. Die Werke stammen von arabischen Autoren des 6. bis 16. Jahrhunderts und decken die Gebiete Grammatik, Lexikologie, islamisches Recht, islamische Theologie, Literatur und Geschichte ab.